# ۲۰ کیلومتر پیاده‌روی سرعت

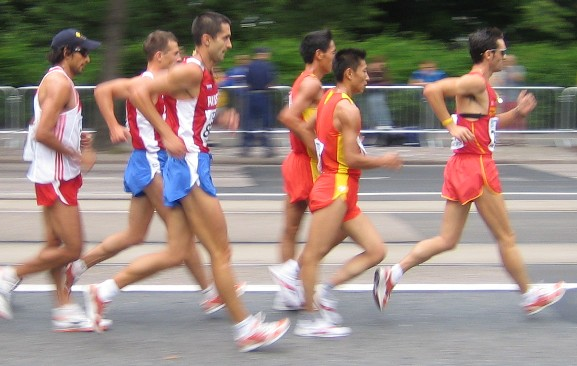
پیاده‌روی ۲۰ کیلومتری مردان در مسابقات جهانی سال ۲۰۰۵البته در این تصویر هردوپای بعضی ازورزشکار ها از زمین جدا شده که برخلاف قوانین است.

۲۰ کیلومتر پیاده‌روی رشته‌ای در المپیک است که هم قسمت مردانه و هم قسمت زنانه‌اش وجود دارد. به صورت مسابقه جاده‌ای انجام می‌شود. در این رشته ورزشکاران باید همیشه یک پایشان با زمین در تماس باشد یعنی هنگامی که پایی در حال بالا رفتن و جلو رفتن است پای دیگر باید بر زمین مستقیم قرار گیرد تا پای دیگر حرکتش تمام شده و بر زمین قرار گیرد. (۲۰ کیلومتر برابر است با ۱۲٫۴۲۷۴ مایل)

## رکوردهای جهانی
رکورد جهانی مردان در پیاده‌روی ۲۰ کیلومتر در اختیار ولادیمیر کانایکین است که مسابقه‌اش در سارانسک در سال ۲۰۰۷ را در زمان ۱:۱۷:۱۶ به پایان برد. رکورد جهانی زنان در پیاده‌روی ۲۰ کیلومتر در اختیار ورا سوکولوا است که مسابقه‌اش در شهر سوچی در سال ۲۰۱۱ را در زمان ۱:۲۵:۰۸ به پایان برد.

## برندگان مدال

### قهرمانی جهان

#### مردان
| سال  | طلا                 | نقره                    | برنز               |
| ---- | ------------------- | ----------------------- | ------------------ |
| 1983 | ارنستو کانتو        | جوزف پریبیلینک          | یگنی یوسیکوف       |
| 1987 | مائوریزینو دامیلانو | جوزف پریبیلینک          | جوزپ مارین         |
| 1991 | مائوریزینو دامیلانو | میخاییل شچنیکوف         | یگنی میسیولیا      |
| 1993 | والنتی ماسانا       | جیووانی دبندیکتیس       | دنیل پلازا         |
| 1995 | میشل دیدونی         | والنتی ماسانا           | یگنی میسیولیا      |
| 1997 | دنیل گارسیا         | میخاییل شچنیکوف         | میخاییل خملتینسکی  |
| 1999 | ایلیا مارکوف        | جفرسون پرز              | دنیل گارسیا        |
| 2001 | رومن راسکازوف       | ایلیا مارکوف            | ویکتور بورایف      |
| 2003 | جفرسون پرز\|        | فرانسیسکو خاویر فرناندز | رومن راسکازوف      |
| 2005 | جفرسون پرز          | فرانسیسکو خاویر فرناندز | خوان مانوئل مولینا |
| 2007 | جفرسون پرز          | فرانسیسکو خاویر فرناندز | حاتم غولا          |

#### زنان
| سال  | طلا                 | نقره                 | برنز                 |
| ---- | ------------------- | -------------------- | -------------------- |
| 1999 | لیو هونگیو          | وانگ یان             | کری ساکسبی جونا      |
| 2001 | اولیمپیادا ایوانووا | والنتینا تسیبولسکایا | الیزابت پرون         |
| 2003 | یلنا نیکولایوا      | گیلیان اوسولیوان     | والنتینا تسیبولسکایا |
| 2005 | اولیمپیادا ایوانووا | ریتا توراوا          | سوسانا فیتور         |
| 2007 | اولگا کانیسکینا     | تاتیانا شمیاکینا     | ماریا واسکو          |